# Museo Nazionale della Montagna

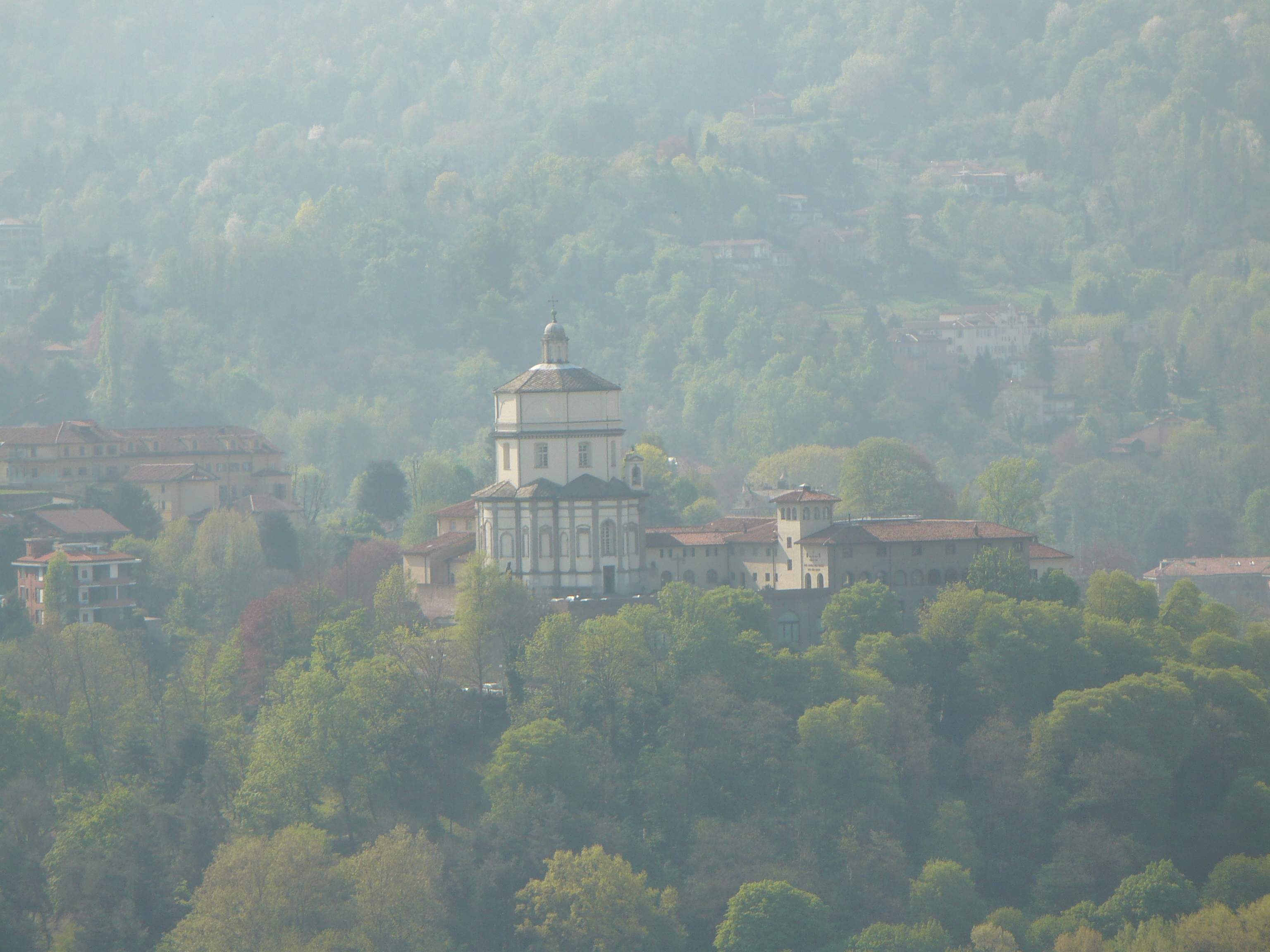
Museo Nazionale della Montagna

Das Museo Nazionale della Montagna „Duca degli Abruzzi“ (dt.: Nationales Bergmuseum, auch: Nationales Alpenmuseum) wurde 1874 von den ersten Mitgliedern des Club Alpino Italiano (CAI), gegründet und befindet sich in Turin, Italien auf dem Aussichtspunkt Monte dei Cappuccini.
Das Museum arbeitet auf nationaler und internationaler Ebene mit dem Ziel, die gesamte Bergwelt und ihre Kultur zu zeigen. Neben der Dauerausstellung werden thematische Einzelausstellungen gezeigt.
Nach mehr als zweijähriger Renovierung und Sanierung wurde das Museum für die Öffentlichkeit am 11. Dezember 2005 wiedereröffnet. Das Museum ist jetzt auf drei Etagen und einem Untergeschoss für Wechselausstellungen sowie einer neuen Dachterrasse verteilt. Neben Exponaten beherbergt das Museum ein Dokumentationszentrum mit der Bibliothek des CAI sowie zwei Tagungsräumen und veröffentlicht zahlreiche Fachpublikationen.
Es ist Gründungsmitglied der seit dem Jahr 2000 bestehenden International Alliance for Mountain Film, einem Zusammenschluss weltweiter Bergfilmfestivals.
Zu den Besonderheiten gehören ein 1898 eingerichtetes Kosmorama und Werke des Pioniers der Bergfotografie Vittorio Sella. Zusammen mit der Region Piemont unterhält es seit 2000 das Festungsmuseum in Exilles.

## Veröffentlichungen
- Cahier museomontagna. (Schriftenreihe).
- Aldo Audisio (Hrsg.): Cinema delle montagne: dizionario museomontagna, 4000 film a soggetto, montagna, alpinismo, esporazione, poli e regioni artiche. A cura del Museo Nazionale della Montagna - CAI Torino. UTET Libreria u. a., Torino 2004, ISBN 88-7750-929-5. Buchausgabe und CD-ROM